# Luigi Maiocco
Luigi Maiocco (Torino, 11 ottobre 1892 – Torino, 10 dicembre 1965) è stato un ginnasta italiano.
Alle Olimpiadi di Stoccolma 1912 fece parte della Nazionale azzurra che conquistò la medaglia d'oro a squadre; si confermò medaglia d'oro nella prove collettive nei Giochi d'Anversa 1920, dove ottenne altresì un settimo posto di grosso valore nella gara individuale del cavallo con maniglie. Nel 1924 alle Olimpiadi di Parigi vinse per la terza volta la medaglia d'oro a squadre.
Vinse 3 titoli italiani, nel 1920 a Venezia, nel 1921 a Trento e nel 1925 a Cuneo; sempre nel 1921 vinse il Concorso Federale di Savona. Dal 1913 al 1924 vinse tutti i titoli Piemontesi.
Perfetto stilista, elegante e molto coordinato nel gesto atletico, Luigi Maiocco si tenne ad alto livello in un arco di anni occupato teoricamente da 4 Olimpiadi, qualora si consideri il vuoto, provocato dalla guerra, del 1916. Proveniva dal "Gruppo Sportivo dei Santi Angeli" di Torino e attorno al 1925, uscito dalla Ginnastica, fondò il "G.S. Lancia", trovando compagni quali Neri e Battistini, famosi nazionali.
Nel settembre del 2015 la città di Torino gli ha intitolato un giardino pubblico in zona Mirafiori.